# San Luis Obispo County
San Luis Obispo County är ett county i delstaten Kalifornien, USA. Den administrativa huvudorten (county seat) är San Luis Obispo. 

## Geografi
Enligt United States Census Bureau så har countyt en total area på 9 365 km². 8 557 km² av den arean är land och 857 km² är vatten. 

### Angränsande countyn
- Santa Barbara County, Kalifornien - syd
- Kern County, Kalifornien - öst
- Kings County, Kalifornien - nordost
- Monterey County, Kalifornien - nord